# Основинцы
Основинцы (укр. Основинці), село, 
Краснокутский поселковый совет,
Краснокутский район,
Харьковская область.
Код КОАТУУ — 6323555101. Население по переписи 2001 года составляет 639 (302/337 м/ж) человек.

## Географическое положение
Село Основинцы находится на правом берегу Мерла,
примыкает к пгт Краснокутск и селу Чернещина.
Рядом проходит автомобильная дорога Т-1701 (Т-1702).
К селу примыкают большие садовые массивы.

## История
- 1799 — дата основания.

## Экономика
- Краснокутский научно-исследовательский центр садоводства Института садоводства УААН.

## Известные люди
- Каразин Иван Назарович — в 1809 году заложил в имении Основинцы акклиматизационный сад, нынешний Краснокутский дендропарк.
- Левченко Анатолий Семенович — летчик-космонавт, родился в селе Основинцы.

## Достопримечательности
- Краснокутский дендропарк.
- Поющие террасы.